# Cerkiew Przemienienia Pańskiego w Reszlu
Cerkiew pw. Przemienienia Pańskiego w Reszlu, do zmiany tytułu w 1963 – kościół św. Krzyża. W 1963 zaczęto odprawiać w nim nabożeństwa w obrządku wschodnim greckokatolickim (bizantyjsko-ukraińskim). Oficjalne przekazanie świątyni na własność grekokatolikom odbyło się w 1992 roku.

## Historia świątyni

### Z tytułem św. Jana Chrzciciela
W miejscu tym pierwszy kościół wybudowali augustianie sprowadzeni do Reszla w 1347 r. Augustianie wybudowali kościół i klasztor w ciągu dwóch lat. Obiekty te były przez nich użytkowane do czasów reformacji. Augustianie opuścili Reszel w 1524 r. W kościele głoszone były kazania w języku polskim i dlatego nazywany był też kościołem polskim. Kościół uległ zawaleniu. Po odbudowie w 1580 r. został konsekrowany 19 lipca 1583 r. przez biskupa warmińskiego Marcina Kromera z tytułem św. Jana Chrzciciela.
Stefan Sadorski po pisemnej interwencji króla Zygmunta III Wazy otrzymał do dyspozycji poaugustiański klasztor i kościół, które przekazał jezuitom. Po remoncie kościoła pierwszą mszę św. po długiej przerwie odprawiono w nim 24 czerwca 1631 r. Jezuici oficjalnie otworzyli kolegium reszelskie 3 grudnia 1632 r., a kościół przeznaczony został dla uczącej się młodzieży.
W kościele pochowany został Stefan Sadorski (zmarł 2 lipca 1640 r.), oraz Otto von der Groeben, przedstawiciel znanego rodu von der Groeben.
Po pożarze kościół został odbudowany i konsekrowany 3 października 1673 r. przez biskupa kijowskiego i prepozyta warmińskiego Tomasza Ujejskiego.
Ze względu na pęknięcia w 1798 r. kościół rozebrano.

### Pod wezwaniem św. Krzyża
W latach 1799–1800 wybudowano nowy, według projektu Joachima Sadrozińskiego. Kościół został powiększony – ściana w części wschodniej posadowiona została na murze miejskim. W części południowo-wschodniej ściany kościoła zachował się fragment muru gotyckiego z zarysem portalu łączącego go niegdyś z klasztorem.
Nowy kościół w stylu późnego baroku został konsekrowany pod wezwaniem św. Krzyża 1 lipca 1802 r. przez biskupa sufragana warmińskiego Andrzeja Hattena. Bezwieżowa świątynia posiada jedną nawę, późnobarokową fasadę. Wewnątrz rokokowa kazalnica, barokowy ołtarz główny pochodzi z 1729, w nastawie znajduje się obraz „Ukrzyżowanie ze św. Marią Magdaleną” z I poł. XIX w.